# 鬼の棲家 Don’t be a cry baby
『鬼の棲家 Don’t be a cry baby』（おにのすみか ドントビーアクライベイビー）は、1999年1月12日から同年3月23日までフジテレビ系列局で放送されていたテレビドラマである。放送時間は毎週火曜 20:00 - 20:54 （日本標準時）。主演は深田恭子、テレビドラマは深田の初主演作品である。キャッチコピーは、「お願い、あなただけは味方になって。」。

## あらすじ
都会で何不自由なく平和な日々を送ってきた高校生、加藤あゆみ。しかし突然の交通事故で両親を失い、そして両親の遺体が見つからない事から、保険金の支払いに物言いがついてしまい、彼女の生活は一変した。あゆみは父の妹・黒川尚子夫妻が経営する旅館、贅水館（ぜいすいかん）へ、9歳の弟・高志は遠く青森の親戚宅へ預けられる事となる。叔父・黒川幸彦に連れられ贅水館入りしたあゆみ。挨拶回りをするも周囲の空気が冷たい。翌日、それまで通りに高校へ登校する気でいたあゆみに渡されたのは仲居の制服であった。ここから安穏と日々を過ごしてきたあゆみの、いじめや試練に耐え、傷つき、恋し、成長していく日々が始まった。
一方、青森へ向かった高志も歓迎されない状況は同様で、幼い分だけ堪えきれなかった事もあり、青森の親戚宅を飛び出し、一人あゆみの元へ向かう。贅水館の黒川家一同からの、それぞれの立場による様々な障害をなんとか乗り切って再会する姉弟。同僚仲居のリーや代議士の息子・佐々岡譲の協力もありなんとか一緒に暮らし始めた2人だったが、幸彦達の仕打ちは益々過激になり苦悩の末、あゆみは、名乗りを上げていた沢嶋家に高志の養子縁組を承諾してしまうのだった。当初、惚れ込んで養子縁組を持ちかけたかに見えた沢嶋家。しかし裏では、青森の親戚が高志を三百万で売っていたのだった。事実を知り愕然とするあゆみ、そこへ高志からの助けを求める電話。高志を救う三百万を借りるため、譲の父に抱かれる決心をするあゆみであった。
そんな最中、大女将の容態が急変し急逝する。最後に残した言葉は「尚子にやるくらいなら（旅館は）あゆみにゆずる」というものだった。突然の話に決心など出来ないあゆみ。しかしリーの「これで弟さんと暮らせる」という言葉に女将就任を決意する。早速、女将業に忙殺されながらも懸命に仕事を覚えるあゆみ。なんとか高志を取り戻そうとするものの、沢嶋家はなかなか手強い。一方では仲居頭の千寿子が「あゆみが女将なんて認める事ができない」と辞め、警察に踏み込まれてリーも行方を眩ます。そして追い打ちをかけるように幸彦の口から衝撃の事実が語られ、譲や高志との関係が一変する。

## 登場人物
主人公：加藤 あゆみ（16） - 深田恭子
普通の女子高生だったが、両親の事故死によって 叔母夫婦が経営する贅水館に引き取られ、突然の試練の日々に。両親(父親とは血縁上は伯父と姪)の実の娘ではなく、義父の妹である尚子と代議士の佐々岡の間に産まれた娘であり、後に自分の出生の秘密を知ることになる。
譲と惹かれあっていたが、尚子により異母兄妹であることを明かされる。ショックを受けるが、後に妹として譲と対面し「ショックだったけど、会えないよりは会えて良かった」と言い、自分以上に落ち込んでいた譲を励ます。以降は「お兄さん」と譲を呼び、気持ちを切り替える。
様々な困難を乗り越え、女将となって成長するが、保険業者から両親の死が認定され、保険金が支払われるようになったことを機に、旅館の経営と遺産相続から手を引き、高志と共に東京へ帰ってゆく。
加藤 高志（9） - 三觜要介
あゆみの義弟。血縁上は従弟に当たる。突然の運命に翻弄され青森の親戚宅へ。あゆみとの再会直後に、沢嶋家の養子として売られてしまうが、最終話は百合子に連れられ、あゆみの元へ戻る。のちに「僕がお姉ちゃんを守る」と宣言する。
黒川 幸彦（40） - 生瀬勝久
贅水館の主で和之と百合子の父。ある事情をきっかけに心が荒み、旅館に恨みを抱きながら経営してきた。あゆみの事は厄介者に思っているようだったが、彼女を憎悪して辛くあたるのには理由もあった。あゆみの出生の秘密を知る人物の1人。見初めて結婚した妻尚子を愛しており、ゆえにあゆみの存在に苦しむが、最終回で訪れた佐々岡に逆上する最中、尚子から佐々岡に身を投げ出した際の真相を打ち明けられ、妻が自分と旅館に抱く深い愛を思い知り、17年に渡る苦悩から救われる。以降、辛く当たっていたあゆみと高志への態度を変え、温かく送り出す。
黒川 静枝（72） - 伊藤幸子
贅水館の大女将。幸彦の母で、昔気質の典型的な女将だったらしい。元々仲居だった嫁の尚子が気に入らない。あゆみと尚子の母子関係を知っており、初対面のあゆみに意味深な言葉を掛ける。高齢で介護される状態になっており、旅館をあゆみに譲るとの遺言を残して急逝した。
黒川 尚子（42） - 岡江久美子
贅水館の女将。元は仲居であったが幸彦に見初められて結婚。数年後に旅館の困窮を救う為にその身を投げ打ち、代議士佐々岡との間にあゆみを出産。兄夫婦に託した後、叔母として接するようになる。あくまで佐々岡に身を任せたのは旅館と夫を経済的に救うためであり、夫と旅館を「私のすべて」と言う程愛している。
あゆみと譲が惹かれあっていることを知り、2人に異母兄妹であることを明かす。
黒川 和之（19） - 小橋賢児
幸彦と尚子の息子。大学受験に失敗しており、浪人生活を送っている。あゆみとの血縁を知る前はあゆみに襲いかかる等性的な嫌がらせを行う。陰険な面と子供好きで優しい面を持つ。あゆみの異父兄に当たる。最終回ではリーと結婚し、贅水館の旦那になった模様。
黒川 百合子（17） - 中村愛美
幸彦と尚子の娘で女子高生。傲慢な性格で、あゆみに嫌がらせをしてしまうが、一方では幼い頃より一途に譲を慕い、結婚を夢見てきた。あゆみの異父姉に当たる。最終話は青森にいた高志を連れ出し、あゆみと引き合わせた事もある。譲が持っていた猟銃の暴発で左耳の聴力を失ったと偽り、責任を取らせる形で婚約するが、あゆみが譲に真相を明かしたことで婚約破棄されてしまう。
池田 - 中村育二（劇団カクスコ）
贅水館の板長。旅館の現況には不満一杯なのだが、幸彦には逆らえない小心者。
贅水館の従業員たち - 劇団カクスコ（岸博之、井之上隆志、山崎直樹、近藤京三、原田修一）
板長同様不満はあるものの、立場はさらに弱い。そのため、女将や板長、仲居頭に従うしかない。
高原 千寿子（54） - 江波杏子
贅水館の仲居頭。大女将同様、昔気質な職人タイプの仲居頭。あゆみに厳しく接するが、心優しい面を持っており理解者となってゆく。
リー（24） - ケリー・チャン
贅水館の仲居をしているジャパゆきさん。影からあゆみを支え、励みとなる。和之と恋仲になった後、不法入国者として警察の追求を受けるが、あゆみの機転で日本国籍を得る。最終回で和之からのプロポーズを受けて結婚し、東京に帰ったあゆみの後任で贅水館の女将となった模様。
金本 理恵子（17） - 星野真理
贅水館の仲居。年下で新米のあゆみを何かと利用し、要領よく仕事の手を抜く先輩仲居。意外にも百合子とは仲が良い。
佐々岡 賢造（51） - にしきのあきら
譲とあゆみの実父。その地位をフルに悪用する悪徳代議士。昔既に人妻だった尚子に思いを寄せ、求愛してはその度に断られていた。贅水館が経営危機に瀕したのを機会と見て金の力を使い、一夜限りで尚子への思いを遂げた。その一夜で尚子が自分の子を身ごもり、産んだことを知らされずにいた。
思い人である尚子の夫・幸彦を憎く思っており、贅水館を度々窮地に追い詰める。
当初は血縁関係を知らず、あゆみに下心を持って近付く。しかし、後にあゆみから自分の娘であることを名乗られ、真実を知った頃、若干心境に変化が現れる。
佐々岡 譲（26） - 藤木直人
佐々岡と本妻の息子。父とは正反対の好漢で、あゆみを支える。あゆみと惹かれあうが、のちに異母妹と知って気持ちを切り替える。
以降、あゆみには兄妹として接し、東京に戻るあゆみと高志を見送る。
あゆみと高志の母 - 大塚良重
あゆみにすれば血縁のない伯母となる。しかし、その事をあゆみには知らせず、実子である高志と同様に可愛がった。第1話で事故死してしまう。

## スタッフ
- 脚本 - サブタイトル参照
- 演出 - サブタイトル参照
- プロデュース - 小岩井宏悦、本間欧彦
- 音楽 - 岩代太郎
- 選曲 - 志田博英
- 主題歌 - SIAM SHADE「曇りのち晴れ」

## サブタイトル
| 各話                                            | 放送日        | サブタイトル                  | 脚本              | 演出     | 視聴率 |
| ----------------------------------------------- | ------------- | ----------------------------- | ----------------- | -------- | ------ |
| 第1回                                           | 1999年1月12日 | お母さん私はもう泣かない!     | 山崎淳也          | 本間欧彦 | 12.2%  |
| 第2回                                           | 1999年1月19日 | 脱ぎます!一番大切なものの為   | 藤本有紀          | 本間欧彦 | 10.4%  |
| 第3回                                           | 1999年1月26日 | 奪わないでたった一人の家族を  | 山崎淳也          | 木村達昭 | 9.2%   |
| 第4回                                           | 1999年2月2日  | 弟を助けて!この恋を引き換えに | 藤本有紀          | 木村達昭 | 9.7%   |
| 第5回                                           | 1999年2月9日  | 二人の幸せのために必要な勇気  | 山崎淳也          | 本間欧彦 | 11.7%  |
| 第6回                                           | 1999年2月16日 | 運命の夜!心も体も私は捨てる   | 藤本有紀          | 木村達昭 | 11.2%  |
| 第7回                                           | 1999年2月23日 | 新女将誕生私が開く未来の扉!   | 藤本有紀 山崎淳也 | 高橋正秀 | 11.8%  |
| 第8回                                           | 1999年3月2日  | 親友をクビにできるの?若女将   | 藤本有紀          | 木村達昭 | 11.8%  |
| 第9回                                           | 1999年3月9日  | 結納の日!すべての嘘と秘密が   | 藤本有紀          | 本間欧彦 | 13.2%  |
| 第10回                                          | 1999年3月16日 | 許されぬ愛がすべてを奪う瞬間  | 藤本有紀          | 木村達昭 | 10.6%  |
| 最終回                                          | 1999年3月23日 | 曇りのち晴れ!鬼は星になる     | 藤本有紀          | 本間欧彦 | 12.9%  |
| 平均視聴率11.3%（ビデオリサーチ調べ・関東地区） |               |                               |                   |          |        |

## 備考
- 前番組『走れ公務員!』の終了後に行われた予告では、主題歌である「曇りのち晴れ」ではなく、「グレイシャルLOVE」（SIAM SHADE）が流れていた。
- 深田は2008年に日本テレビで主演を務めたドラマ『学校じゃ教えられない!』でも両親が高校生の時に事故で亡くなった設定になっている。
- 藤木と生瀬は2006年の日本テレビのドラマ『ギャルサー』、深田と生瀬は2009年公開された映画『ヤッターマン』、2015年にテレビ朝日系の「金曜ナイトドラマ」枠で放送された『セカンド・ラブ』、2019年のTBSのドラマ『初めて恋をした日に読む話』でも共演している。
- 藤木と中村は半年前に同局で放送されたドラマ『GTO』でも共演している。

## ビデオ
いずれも1999年6月25日にアミューズビデオから発売。規格はVHS。
1. 鬼の棲家 1 （第1話 - 第3話）
2. 鬼の棲家 2 （第4話 - 第6話）
3. 鬼の棲家 3 （第7話 - 第9話）
4. 鬼の棲家 4 （第10話 - 最終話）